# Trychosis nigra
Trychosis nigra är en stekelart som först beskrevs av Telenga 1930.  Trychosis nigra ingår i släktet Trychosis och familjen brokparasitsteklar. Inga underarter finns listade i Catalogue of Life.